# Крабија (Верчели)
Крабија је насеље у Италији у округу Верчели, региону Пијемонт.
Према процени из 2011. у насељу је живело 96 становника. Насеље се налази на надморској висини од 386 м.